# Teoria da agência dos objetos
Alfred Gell (1945-1997) foi um antropólogo britânico da arte que estudou as comunidades da Oceania (em especial as da Polinésia e Melanésia, no Nordeste da Austrália), suas produções culturais e as interações sociais que surgiram a partir delas. Influenciado pela antropologia cognitivista e em um contexto em que os debates sobre a agência estavam em alta, desenvolveu sua obra Arte e agência, publicada pela primeira vez em 1998, onde ele reformulou a teoria da arte tradicional, incorporando o conceito de agência.

## Contexto histórico
A questão da agência foi introduzida pela primeira vez em 1948, no campo da Filosofia, por Maurice Merleau-Ponty, que considerava os objetos essenciais para provocar determinados sentimentos e ações. Na década de 1970 e 1980, o tema também emergiu nas abordagens da Arqueologia Processual, a qual buscava entender as dinâmicas de transformação das culturas ao longo do tempo. Contudo, foi na década de 1990 que a questão ganhou força e passou a ser discutida nas Ciências Sociais, quando as “teorias da coerção” (as quais pregavam que o comportamento do homem era moldado pelos atributos sociais e culturais externos, pela chamada “estrutura”) estavam sendo questionadas pelos autores das abordagens voltadas para a prática, como Pierre Bourdieu e Marshall Sahlins.
Diferente da perspectiva tradicional, essas novas abordagens sustentavam que a reprodução e a transformação da cultura ocorrem a partir da ação humana, atribuindo maior agência ao homem. Além disso, diferente do pensamento tradicional, em que a agência é vista como uma característica exclusivamente humana, passaram a atribuir uma forma de agência aos objetos. Isso porque eles influenciam os comportamentos e as emoções das pessoas, participando das práticas sociais, e não atuam apenas como ferramentas ou suportes da ação humana.

## Principais ideias
Para Alfred Gell, as produções artísticas funcionam como índices (no sentido de indicarem algo ou alguma coisa), pois refletem a mentalidade e as intenções daqueles que as produzem. Sendo assim, ele amplia a questão da agência (do "fazer algo acontecer"), antes restrita às pessoas, para suas próprias produções (obras/objetos), porque acreditava que estas provocavam ações, pensamentos e sentimentos (reações) em quem as consome.
O antropólogo rompe com a ideia de que as obras de arte e seus espectadores são passivos. Porque ser agente é exercer uma ação, seja criando algo (artista), seja tendo uma reação (espectador), ou até mesmo provocando uma reação, mesmo que não por vontade própria (obra/objeto). Isso é o que Gell chama de “cadeia de agência”, e nessa cadeia, a obra de arte é o intermediário que move as ações dos homens e suas reflexões, dando nexo à arte.
Entretanto, os objetos não são agentes autossuficientes, eles adquirem essa agência a partir do que Gell chamou de “abdução de agência”. Ao produzir um objeto/uma obra de arte, o homem (agente ativo) atribui intencionalidade, significação ou simbologia ao objeto, e ao fazer isso, também atribui uma função social, emocional e/ou simbólica a ele, a qual deve ser captada por quem a consome. Por exemplo, uma pessoa (agente ativo) confecciona um colar e atribui a função de um amuleto, conferindo-lhe características que remetem a tal; o espectador (receptor) capta a função do objeto através de seus atributos e percebe a intencionalidade de seu produtor. É isso que Gell chama de “abdução de agência”: a consciência de que houve uma intencionalidade de quem produziu o objeto.
A partir desse exemplo, é possível observar que os objetos são origem e destino de agência social: origem porque são fabricados a partir de ações humanas, e destino porque provocam ações/sentimentos (agência) em outras pessoas. Portanto, o homem confere uma “carga de agência” ao objeto, fazendo com que ele funcione como um agente-passivo que transmite algo, desempenhando uma ação não por vontade própria, mas de quem o produziu.
Em síntese, Gell busca romper com a ideia de passividade dos objetos/produções artísticas, atribuindo-lhes uma agência passiva, que mais do que codificar o mundo, modifica-o através de suas mensagens. No mais, busca demonstrar como as produções artísticas se relacionam com a sociedade e a cultura que as produzem